# Niumbaha superba
El murciélago panda (Niumbaha superba) es una especie de murciélago de la familia Vespertilionidae, la única conocida del género.

## Distribución geográfica
Ha sido encontrado en los bosques de Ituri de la República Democrática del Congo (1939), en Ghana (1947), Costa de Marfil (1973) y Sudán del Sur (2013).

## Taxonomía
Un equipo de investigadores de la Universidad de Bucknell, encabezado por DeeAnn Reeder encontró un ejemplar de esta especie en Sudán del Sur y después de identificarlo y estudiarlo, encontró que sus características no encajan con las de los demás murciélagos del género Glauconycteris. Clasificaron entonces esta especie de murciélago en el nuevo género Niumbaha, palabra que significa "raro" o "extraño" en la lengua del pueblo Azande.